# Messier 28
Messier 28 (auch als NGC 6626 bezeichnet) ist ein +7,66 mag heller Kugelsternhaufen mit einer Flächenausdehnung von 11,2' im Sternbild Schütze. Er ist rund 18.000 Lichtjahre vom Sonnensystem entfernt und hat einen Durchmesser von etwa 60 Lichtjahren.
Entdeckt wurde das Objekt am  27. Juli 1764 vom französischen Astronomen Charles Messier.